# ISO/IEC JTC 1/SC 23
ISO/IEC JTC 1/SC 23は、国際標準化を行うISOとIECの合同委員会（ISO/IEC JTC 1）において、情報交換用ディジタル記録媒体および光ディスク用ファイルフォーマットに関する標準化を担当する副委員会である。ISO / IEC JTC 1 / SC 23の国際事務局は、日本にある日本産業標準調査会（JISC）。
ハードディスクに関する標準化はSC 23の対象外であったが、iVDRコンソーシアム等の要請により、ハードディスクコネクタの標準化などの検討も開始している。